# Polyphontes (Sohn des Autophonos)
Polyphontes (altgriechisch Πολυφόντης Polyphóntēs) ist eine Person der griechischen Mythologie.
Polyphontes führte zusammen mit Maion fünfzig thebanische Jünglinge bei einem Hinterhalt an, der gegen Tydeus gerichtet war. Er wurde – wie, mit einer Ausnahme, alle anderen – von Tydeus getötet. In einem Scholion zu Homer wird sein Name mit Lykophontes angegeben.